# 摩納哥視野
摩納哥视野（法語：Horizon Monaco）是摩纳哥的一个政党，成立于2012年。在2013年摩納哥大選中，该党贏得国民议会24個席位中的20個，成为摩納哥執政聯盟的主要成员。这个由洛朗·努维翁領導的执政聯盟，还有联盟和议题、协同摩纳哥和为了公国联盟等保守政党参加。但在2016年，执政联盟的許多成員叛逃到新成立的聯盟“新多數”，使其成為新的執政聯盟。